# Cedusa carranzensis
Cedusa carranzensis är en insektsart som beskrevs av Caldwell 1944. Cedusa carranzensis ingår i släktet Cedusa och familjen Derbidae. Inga underarter finns listade i Catalogue of Life.